# Glashütten (Bavière)
Pour les articles homonymes, voir Glashütten.
Glashütten est une commune de Bavière (Allemagne), située dans l'arrondissement de Bayreuth, dans le district de Haute-Franconie.